# Iota Horologii
Désignations
Iota Horologii (ι Hor / ι Horologii) est une étoile naine jaune jumelle du Soleil, située à 56,6 années-lumière dans la constellation de l'Horloge. Elle est visible à l'œil nu avec une magnitude apparente de 5,41. L'étoile est classée comme naine de type spectral G0V (elle était auparavant classée comme sous-géante [IV] de type spectral G3). Elle possède une masse et un rayon supérieurs à ceux du Soleil et est environ 50 % plus lumineuse.
En 1998, une exoplanète a été découverte en orbite autour de Iota Horologii. Comme l'orbite de cette planète est voisine d'une orbite terrestre, Iota Horologii a été placée 69e dans la liste des candidates pour le projet de mission de la NASA Terrestrial Planet Finder. En 2000, la découverte d'un disque de poussières autour de l'étoile a été annoncée, mais cela s'est rapidement avéré n'être qu'un artéfact instrumental.

## Distance et visibilité

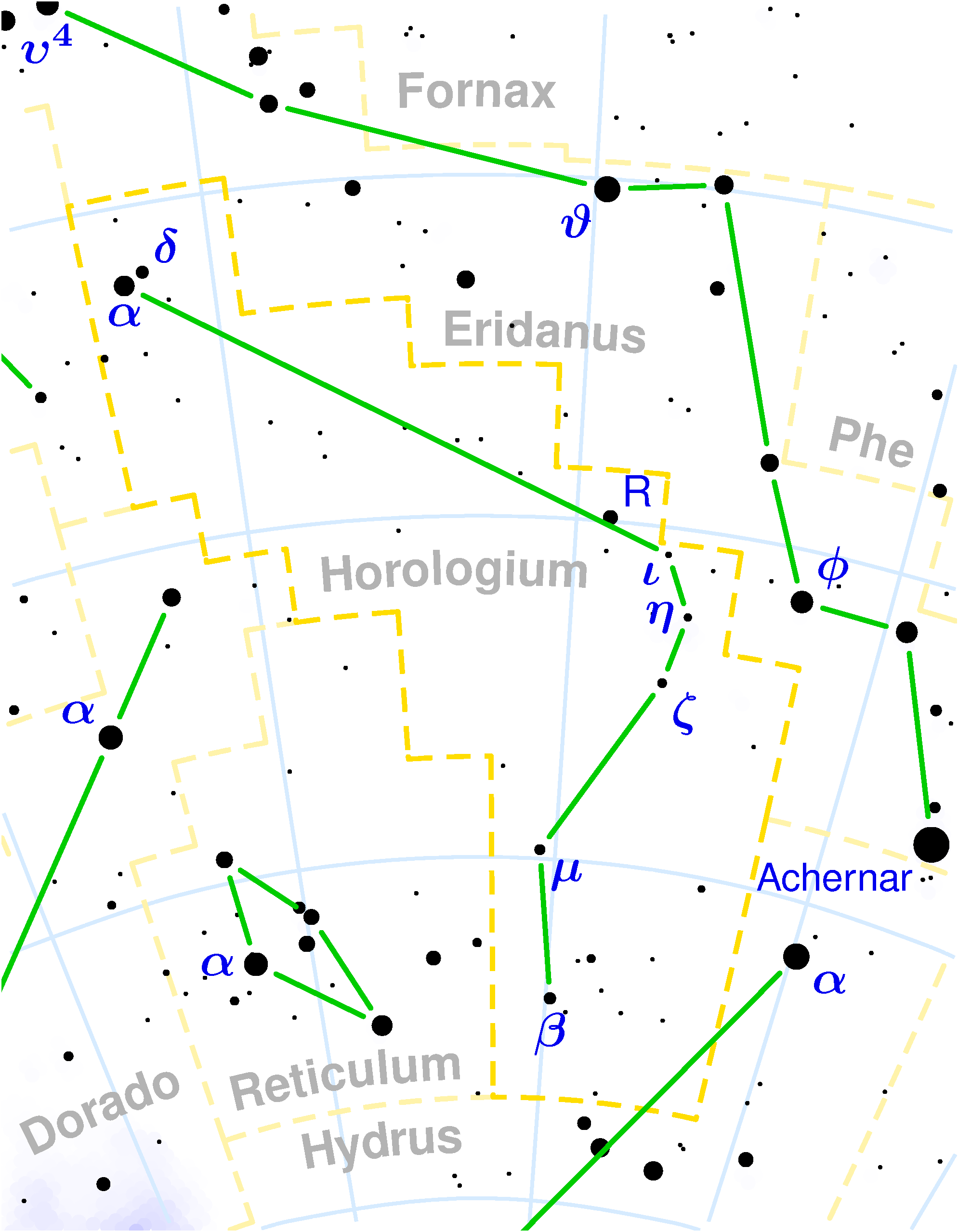
Iota Horologii (ι) dans la constellation de l'Horloge.

Comme Iota Horologii est située dans la constellation mineure de l'Horloge et que sa luminosité est faible, elle n'a pas reçu de nom traditionnel. Dans la constellation, Iota Horologii est située entre les étoiles Mu Horologii (en) et R Horologii (sans être proche d'elles en termes de distance).
Des analyses spectroscopiques indiquent que l'étoile s'est formée en même temps que les étoiles de l'amas des Hyades (il y a environ 625 millions d'années) mais s'est ensuite lentement éloignée, étant maintenant à plus de 130 années-lumière de son lieu de naissance. Cela signifie également que la quantité de métaux présente dans l'étoile est celle du nuage où elle s'est formée et non celle de matériaux planétaires qu'elle aurait absorbés.
Dans sa position actuelle, Iota Horologii est la plus proche voisine de l'étoile Chi Eridani (une sous-géante jaune), à environ sept années-lumière. Les systèmes planétaires les plus proches de Iota Horologii sont HD 10647 (une naine jaune) située à environ neuf années-lumière et Epsilon Reticuli (une sous-géante orange), à environ 16 années-lumière. D'autres systèmes planétaires proches de Iota Horologii comprennent Nu Phoenicis et Zeta Reticuli.

## Système planétaire
| Planète          | Masse           | Demi-grand axe (ua) | Période orbitale (jours) | Excentricité | Inclinaison | Rayon |
| ---------------- | --------------- | ------------------- | ------------------------ | ------------ | ----------- | ----- |
| Iota Horologii b | ≥2,24 ± 0,13 MJ | 0,91                | 311,3 ± 1,3              | 0,22 ± 0,06  |             |       |

Depuis 1998, on sait que Iota Horologii possède une exoplanète de la taille de Jupiter. La découverte de cette planète appelée Iota Horologii b est le résultat d'un programme d'observation à long terme de quarante étoiles de type solaire commencé en novembre 1992.
Des observations de Iota Horologii en octobre 2000 semblaient montrer un disque de poussières autour de l'étoile à une distance de 65 ua, similaire à la ceinture de Kuiper du système solaire. Cependant, des analyses complémentaires ont montré que le disque de poussières était un artéfact instrumental et l'annonce fut retirée.
Une analyse de stabilité révèle que les orbites de planètes de taille terrestre situées aux points de Lagrange de la planète seraient stables sur une longue période de temps.
Sur la base d'irrégularités de la courbe de la vitesse radiale, l'existence d'une planète sur une orbite excentrique avec une période d'environ 600 jours a été proposée, cependant elle n'a pas été confirmée et il semble probable que l'effet observé provienne de l'activité de l'étoile elle-même.